# Charles Lindholm
Charles Lindholm (1946 a 30 de junho de 2023) foi professor universitário de antropologia na Universidade de Boston. Foi autor de nove livros e mais de setenta artigos e resenhas. Seus escritos foram traduzidos para espanhol, turco, chinês, árabe e português.
Na sua morte, ele foi lamentado como “um professor inspirado e um mentor insuperável” e um “pioneiro na antropologia da emoção”.

## Família, educação e carreira
Lindholm nasceu em 1946 em Mankato, Minnesota, filho de um funcionário público. Ele frequentou a East Denver High School. Depois de receber seu diploma de graduação no Columbia College em 1968, ele passou os anos seguintes viajando pelo Afeganistão, Paquistão, Índia, Sri Lanka e Índias Ocidentais. Ele conheceu sua esposa Cherry na Jamaica em 1972 e em 1973 ganhou uma bolsa para estudar antropologia na Colúmbia. Em 1977, Cherry e sua filha Michelle o acompanharam em seu trabalho de campo no Swat Pukhtun, no norte do Paquistão. Ele obteve seu doutorado em 1979 e lecionou em Columbia e Barnard até 1983. Ele então ocupou um cargo conjunto no Comitê de Estudos Sociais e no Departamento de Antropologia de Harvard, onde permaneceu até 1990. Posteriormente foi Professor Universitário de Antropologia na Universidade de Boston.

## Pesquisa
A pesquisa de Lindholm utiliza estudos de caso detalhados para ampliar, testar e integrar teorias sociológicas e psicológicas. Seu primeiro livro, Generosity and Jealousy (1982) foi baseado em sua pesquisa original no Suate. Nele, ele argumentou que a estrutura social patrilinear restrita da sociedade suate, juntamente com a escassez de recursos, impelia os seus membros para relações de rivalidade e antagonismo. Contudo, esta hostilidade era equilibrada por uma ética de hospitalidade ritualizada e por uma idealização de amizade. Dizia-se que estas eram manifestações simbólicas e psíquicas de inclinações fundamentais ao apego que eram excluídas pelas circunstâncias objetivas do sistema mais amplo.
Seu próximo livro, Charisma (1990), sintetizou uma ampla gama de teorias a fim de construir uma base para o estudo da idealização. Esta base foi então aplicada ao movimento Hitler, à Família Manson, ao culto de Jim Jones, e às religiões xamânicas. Entre outras coisas, o livro mostrou que os coletivos carismáticos modernos são mais convincentes e abrangentes, bem como mais distorcidos e destrutivos, sob circunstâncias contemporâneas de alienação do que era o caso nos sistemas sociais pré-modernos. Regressou a este tema no volume que editou em 2013 intitulado The Anthropology of Religious Charisma: Ecstasies and Institutions.
Ele também publicou vários artigos comparando a estrutura e a experiência do amor romântico com a do carisma, defendendo uma visão mais culturalmente matizada da idealização romântica como uma forma cultural específica da busca humana pela transcendência, em vez de simplesmente um disfarce para uma estratégia de acasalamento geneticamente programado. No seu livro Culture and Identity (2007), Lindholm expandiu a sua abordagem para desenvolver uma antropologia psicológica multidimensional baseada na interpenetração dialética de três níveis da experiência humana: o nível pessoal/psíquico melhor apreendido através de uma versão modificada da psicanálise; o nível institucional/estrutural melhor compreendido através da investigação histórica e sociológica; e o nível de construção de significado, que conecta o pessoal e o social por meio da elaboração de sistemas simbólicos e da análise ritual. Este nível é o locus da análise antropológica. Esta abordagem é ilustrada por capítulos sobre a construção do self, a evolução da antropologia cognitiva, a antropologia da emoção e a antropologia da marginalização e do carisma, bem como estudos de caso de amor e cultura, e da identidade americana. O uso de abordagens multidisciplinares aplicadas a estudos de caso foi seguido novamente em Culture and Authenticity (2007), onde a busca contemporânea pelo “realmente real” foi explorada nos domínios da arte, culinária, dança, aventura, nacionalismo, etnicidade e outros arenas coletivas e pessoais.
Entretanto, os escritos derivados do trabalho de campo entre os suates moveram-se em diversas direções, algumas delas capturadas em ensaios recolhidos em Frontier Perspectives (1996). Um projeto comparou as implicações políticas das estruturas de parentesco no Oriente Médio e na Ásia Central. Outro foco foi nas diversas estratégias utilizadas na reconciliação das ideologias do igualitarismo com as realidades da autoridade. A investigação sobre esta contradição levou à consideração das permutações históricas de tensões estruturais e ideológicas endêmicas a outras sociedades supostamente igualitárias no Oriente Médio (um tema amplamente desenvolvido em The Islamic Middle East [2002])  e à investigação comparativa sobre igualitarismo e a validação do comando nos Estados Unidos (Is America Breaking Apart? [1999]). Ampliando esta linha de pensamento, outro livro (The Struggle for the World [2010]) comparou os modernos “movimentos da aurora” utópicos, que vão desde os zapatistas de esquerda e os apoiantes direitistas de Le Pen até os ravers da Nova Era e os ativistas de slow food. Apesar das suas grandes diferenças, todos estes procuram identidades novas e purificadas e têm uma visão polarizada do universo. Antigos contrastes entre esquerda e direita são borrados e até apagados nesta busca compartilhada.
Em suma, a investigação de Lindholm, embora muitas vezes baseada em materiais exóticos ou extremos, visa sempre trazer uma visão antropológica para os dilemas existenciais da vida moderna, onde "tudo o que é sólido se desmancha no ar."